# Chibe
Chibe è una circoscrizione mista (mixed ward) della Tanzania situata nel distretto urbano di Shinyanga, regione di Shinyanga. Conta una popolazione di 5 840 abitanti (censimento 2012).